# René Richard Louis Castel
René Richard Louis Castel (Vire, 6 ottobre 1750 – Vire, 15 giugno 1832) è stato un poeta, naturalista e politico francese.

## Biografia
Dopo gli studi al liceo "Louis-le-Grand" e l'elezione a procuratore-rappresentante, Castel fu eletto deputato del dipartimento di Calvados all'Assemblea legislativa, dove sedette fra i costituzionalisti moderati e difese la monarchia e il re.

Fu il primo sindaco della città di Vire, dal febbraio al luglio del 1790.

Nominato professore di "Belle lettere" al Liceo Louis-le-Grand, si dedicò alla produzione letteraria con il libro Les Plantes, pubblicato nel 1797 in forma di poema didattico, ed altre opere. Non tralasciò, però, gli studi e la ricerca naturalistica, in  prevalenza botanica. 

Il genere Castela fu così intitolato in suo onore, per meriti botanici.

## Opere
- "Les plantes", 1797.
- "Histoire naturelle des poissons" (in collaborazione con Marcus Bloch)
- "Le Prince de Catane", ispirato a L'education d'un prince di Voltaire.